# Агіос
Агіос (грец. ἅγιος — святий; також у жіночому роді Агіа) — в грецькій церковній традиції — позначення найважливішого лику святості. Було запозичено у церковнослов'янську мову (а звідти в російську) і використовується там у двох значеннях.
1. Зустрічається як стійке словосполучення з іменами зображуваних святих на іконах, фресках, мініатюрах, предметах прикладного мистецтва. Найбільш ранній приклад вживання слова «Агіос» відомий у коптському мистецтві, зокрема, на світильниках кінця V століття, на рельєфі кордону V-VI ст.
У російській іконописній традиції спочатку вживалося тільки грецьке слово, яке мало декілька варіантів написання, в тому числі грецькими і слов'янськими буквами. В останньому випадку до грецького закінчення в чоловічому роді додається ъ' (агіос); в жіночому роді закінчення а набуває різних варіантів написання; не завжди зберігається артикль; ι іноді замінюється на і. Часто слово «Агіос», як таке, що несе сакральний зміст, скорочувалося, причому нерідко до ієрогліфічного знаку з обов'язковим проставлянням титла або а в кружечку з рискою.
У слов'янському перекладі «Агіос» відповідає напису «святий» з варіантами скорочення «сти», «сті», «ст», «св». Перекладений варіант з'являється на російських іконах з XIV століття і з часом практично повністю витісняє грецьке слово.
Як початковий текст безперестанного ангельського славослів'я в ім'я Святої Трійці триразове повторення слова «Агіос» може зустрічатися в зображеннях ангелів; одноразове — на протодияконському (в давнину — на дияконському) орарі, на хоругвах та рипідах.
2. У російських ното-лінійних рукописах другої половини XVII століття поява над текстом слова «Агіос» вказувало на те, що даний піснеспів виконувався при похованні або поминанні покійних.